# Un accident de chasse
Ne doit pas être confondu avec le roman graphique L'Accident de chasse.
Pour plus de détails, voir Fiche technique et Distribution.
Un accident de chasse (Мой ласковый и нежный зверь, littéralement Ma douce et tendre bête) est un film soviétique réalié par Emil Loteanu, sorti en 1978.
C'est l'adaptation du roman Drame de chasse d'Anton Tchekov.

## Fiche technique
- Titre français : Un accident de chasse
- Titre original : Мой ласковый и нежный зверь (Moy laskovyy i nezhnyy zver)
- Réalisation : Emil Loteanu
- Scénario : Emil Loteanu d'après Anton Tchekov
- Costumes : Natalia Lichmanova
- Photographie : Anatoliy Petritskiy
- Montage : L. Knyazev
- Musique : Eugen Doga
- Production : Mosfilm
- Pays d'origine : URSS
- Format : Couleurs - 35 mm - 1,37:1 - DTS
- Genre : comédie, drame, historique, romance
- Durée : 108 minutes
- Dates de sortie :
  -  Union soviétique : 18 septembre 1978
  -  France : 28 février 1979

## Distribution
- Galina Beliaïeva : Olga Skortsova
- Oleg Yankovski : Sergueï Kamichev
- Kirill Lavrov : comte Karneïev
- Leonid Markov : Piotr Ourbenine
- Svetlana Toma : Tina
- Grigore Grigoriu : Polikhroniy Kalidis
- Vasili Simchich : Nikolaï Skvortsov

## Distinction

### Sélection
- Festival de Cannes 1978 : sélection en compétition officielle.